# Pikku-Parola
Pikku-Parola est le 30e quartier d'Hämeenlinna en Finlande.

## Présentation
Pikku-Parola est situé à quatre kilomètres du centre-ville en limite nord de la ville et est bordée à l'Est par la route nationale 3 et Kirstula, à l'ouest par la   route régionale 130 et Tiirinkoski, au sud par Pullerinmäki et au nord par la municipalité d'Hattula.
La prison d'Hämeenlinna, construite à Pullerinmäki, est située juste à la frontière sud-est de Pikku-Parola.
Pikku-Parola tire son nom de la zone de garnison de Parolannummi installée à Hattula, à moins d'un kilomètre du quartier. 
La route Parolannummentie menant à Parolannummi traverse Pikku-Parola.

## Pin de l'empereur
Une attraction importante de Pikku-Parola est son pin de l'empereur (fi) vieux de 400 ans, qui s'est avéré être le pin sylvestre de Finlande ayant le plus grand périmètre du tronc.